# Rui Evora
Rui Evora Alves (né le 11 août 1970 au Mozambique portugais) est un footballeur international mozambicain, qui évoluait au poste de gardien de but.

## Biographie

### Carrière en sélection
Avec l'équipe du Mozambique, il joue entre 1995 et 1998. 
Il figure dans le groupe des sélectionnés lors des CAN de 1996 et de 1998, où son équipe est éliminée à chaque fois au premier tour.